# Eugen Neufeld
Eugen Neufeld, född 6 december 1882 i Göding, Österrike-Ungern, död 18 oktober 1950 i Wien, Österrike, var en österrikisk skådespelare. Han var äldre bror till skådespelaren och regissören Max Neufeld. 

## Filmografi i urval
- 1924 – Spökhotellet
- 1924 – Gullivers Reisen
- 1926 – Falska friares fiasko
- 1927 – Deutsche Frauen – Deutsche Treue
- 1927 – I vita slavhandlarnas klor
- 1931 – Viktorias husar
- 1932 – En sorglustig barberare
- 1932 – Tsarens diamant
- 1935 – En vår i Wien
- 1947 – Wiener Melodien